# 島根県庁
島根県庁（しまねけんちょう）は、地方公共団体でもある島根県の行政機関（役所）。

## 沿革
- 1869年 - 隠岐県を設置し、その後大森県に改称。
- 1871年 - 廃藩置県により松江県、広瀬県、母里県を設置。同年、松江県、広瀬県、母里県、隠岐国を統合して島根県を設置し、石見国を浜田県とする。同年、隠岐国を島根県から鳥取県に編入。
- 1876年 - 浜田県を島根県に編入。同年、鳥取県を島根県に編入。
- 1881年 - 因幡国、伯耆国を分離し鳥取県を再設置。
- 1888年 - 隠岐島庁を開庁。
- 1889年 - 松江に市制を、隠岐国を除いた町村に町村制をそれぞれ施行。
- 1895年 - 第1次殖産10年計画を策定。
- 1896年 - 隠岐を除いた県下に郡制を施行。
- 1898年 - 府県制を施行。
- 1904年 - 隠岐国に町村制を施行。
- 1905年 - 竹島を島根県所属隠岐島司の所管とする。
- 1908年 - 第2次殖産10年計画を策定
- 1909年 - 県庁舎を松江城三ノ丸に建設。
- 1914年 - 内務省から知事に島根・鳥取両県の再合併について意見照会。1917年に「不適当」と回答。
- 1923年 - 郡制を廃止。
- 1945年 - 8月24日、松江騒擾事件で県庁舎が全焼。
- 1947年 - 初の公選知事・原夫次郎が就任。
- 1947年 - 昭和天皇が県庁に行幸（昭和天皇の戦後巡幸）[1]。
- 1951年 - 県立島根農科大学を設立。
- 1953年 - 浜田ろう学校を開校。
- 1956年 - 島根県庁舎が全焼。
- 1960年 - 公安条例を制定。
- 1961年 - 総合振興計画を策定。
- 1965年 - 県立島根農科大学を島根大学に移管。
- 1979年 - 県立農業大学校を開校。
- 1981年 - 島根・鳥取両県知事「中海における管理境界線の設定に関する協定書」に調印。
- 1982年 - 第37回国民体育大会開催。昭和天皇が県庁に行幸[2]。
- 1990年 -島根・鳥取両県、県境問題で合意し、両県知事が協定書に調印。
- 1993年 - 県立国際短期大学を開校。県営石見空港を開港。
- 1995年 - 県立看護短期大学を開校。
- 1999年 - 県立美術館を開館。県立女性総合センターあすてらす開館。
- 2000年 - 県立大学を開校。
- 2002年 - 男女共同参画推進条例を公布。
- 2019年 - 島根県庁舎および議事堂が国の登録有形文化財となる。
- 2020年 - 島根県庁舎を含む島根県立博物館・島根県民会館・島根県立図書館・島根県立武道館などの県庁一帯の建物が2019年度のDOCOMOMO JAPAN選定 日本におけるモダン・ムーブメントの建築に選定された[3]。

## 組織
[表示]をクリックすると一覧を表示。2014年4月1日現在。
- 知事
  - 副知事
    - 政策企画局
      - 政策企画監室、秘書課、広聴広報課［県民対話室］、統計調査課

    - 総務部
      - 総務課［竹島対策室］、人事課［行政改革推進室、福利厚生室］、財政課、税務課、管財課［財産活用推進室］、営繕課、総務事務センター
      - 隠岐支庁、隠岐支庁県民局、東部県民センター、西部県民センター、東京事務所、自治研修所、公文書センター

    - 防災部
      - 消防総務課［防災航空管理所］、防災危機管理課、原子力安全対策課［避難対策室、原子力環境センター］
      - 消防学校

    - 地域振興部
      - 地域政策課、しまね暮らし推進課、市町村課、情報政策課、交通対策課
      - 中山間地域研究センター

    - 環境生活部
      - 環境生活総務課［NPO活動推進室、男女共同参画室、消費とくらしの安全室］、人権同和対策課［人権啓発推進センター］、文化国際課［文化振興室］、自然環境課、環境政策課［宍道湖・中海対策推進室］、廃棄物対策課
      - 島根県消費者センター、島根県立美術館、島根県芸術文化センター

    - 健康福祉部
      - 健康福祉総務課、地域福祉課、医療政策課［医師確保対策室］、健康推進課［がん対策推進室］、高齢者福祉課、青少年家庭課［少子化対策推進室］、障がい福祉課、薬事衛生課
      - 松江保健所、雲南保健所、出雲保健所、県央保健所、浜田保健所、益田保健所、隠岐支庁隠岐保健所、保健環境科学研究所、中央児童相談所、出雲児童相談所、浜田児童相談所、益田児童相談所、わかたけ学園、女性相談センター、心と体の相談センター、食肉衛生検査所、島根あさひ社会復帰促進センター診療所

    - 農林水産部
      - 農林水産総務課、農業経営課、農畜産振興課［畜産振興室］、食糧安全推進課［家畜病性鑑定室］、しまねブランド推進課【商工労働部と共管】［貿易促進支援室］、農村整備課、農地整備課［国営事業対策室］、林業課［木材振興室］、森林整備課［鳥獣対策室］、水産課［水産しまね振興室］、漁港漁場整備課
      - 東部農林振興センター、西部農林振興センター、隠岐支庁農林局、農業技術センター、農業大学校、畜産技術センター、松江水産事務所、浜田水産事務所、隠岐支庁水産局、水産技術センター、農林大学校、病害虫防除所

    - 商工労働部
      - 商工政策課、観光振興課［しまねの魅力発信室］、しまねブランド推進課【農林水産部と共管】［貿易促進支援室］、産業振興課［情報産業振興室］、企業立地課、中小企業課［経営力強化支援室］、雇用政策課
      - 大阪事務所、広島事務所、産業技術センター、東部高等技術校、西部高等技術校

    - 土木部
      - 土木総務課［建設産業対策室］、技術管理課［長寿命化推進室］、用地対策課、道路維持課、道路建設課、高速道路推進課、河川課［河川開発室］、斐伊川神戸川対策課、港湾空港課、砂防課、都市計画課［景観政策室］、下水道推進課、建築住宅課
      - 松江県土整備事務所、松江県土整備事務所広瀬土木事業所、雲南県土整備事務所、出雲県土整備事務所、県央県土整備事務所、浜田県土整備事務所、益田県土整備事務所、隠岐支庁県土整備局、浜田河川総合開発事務所、出雲空港管理事務所、宍道湖流域下水道管理事務所、浜田港湾振興センター

  - 会計管理者
    - 出納局
      - 会計課、審査指導課
- 行政委員会
  - 教育委員会
    - 教育庁（事務局）
      - 総務課、教育施設課、学校企画課［県立学校改革推進室］、教育指導課［子ども安全支援室］、特別支援教育課、保健体育課［健康づくり推進室］、社会教育課、人権同和教育課、文化財課［世界遺産室、古代文化センター］、福利課
      - 松江教育事務所、出雲教育事務所、浜田教育事務所、益田教育事務所、隠岐教育事務所、島根県教育センター、島根県教育センター浜田教育センター、東部社会教育研修センター、西部社会教育研修センター、島根県立図書館、青少年の家、少年自然の家、埋蔵文化財調査センター、古代出雲歴史博物館、古代文化センター

  - 公安委員会
    - 島根県警察本部

  - 選挙管理委員会
  - 人事委員会 - 事務局 - 企画課
  - 監査委員 - 事務局 - 監査第一課、監査第二課
  - 労働委員会 - 事務局 - 審査調整課
  - 収用委員会 - 事務局
  - 海区漁業調整委員会 - 事務局
  - 内水面漁場管理委員会 - 事務局
- 公営企業
  - 企業局
    - 総務課、経営課、施設課

  - 病院局
    - 県立病院課
    - 中央病院、こころの医療センター

## 周辺
- 松江城
- 松江歴史館
- 竹島資料室
- 島根県民会館
- 島根県立図書館
- 島根県立武道館